# Mondi
Mondi plc er en britisk multinational emballage- og papirproducent. De har 26.000 ansatte og 100 produktionssteder i mere end 30 lande. De primære markeder er Europa, Nordamerika og Sydafrika. Koncernen beskæftiger sig med hele produktionsprocessen fra skovbrug til papirpulp og papir og til den færdige papir eller papemballage. Koncernen er børsnoteret på Johannesburg Stock Exchange og London Stock Exchange.
Mondi har sin oprindelse i Sydafrika, hvor den tidligere ejer, Anglo American plc, byggede Merebank Mill i Durban i 1967.